# Leingarten
Leingarten è una città di 11 092 abitanti, del Baden-Württemberg in Germania. È situata 7 chilometri ad ovest di Heilbronn. 

## Amministrazione

### Gemellaggi
- Lésigny, dal 1975
- Asola, dal 2004